# Multiple cloning site

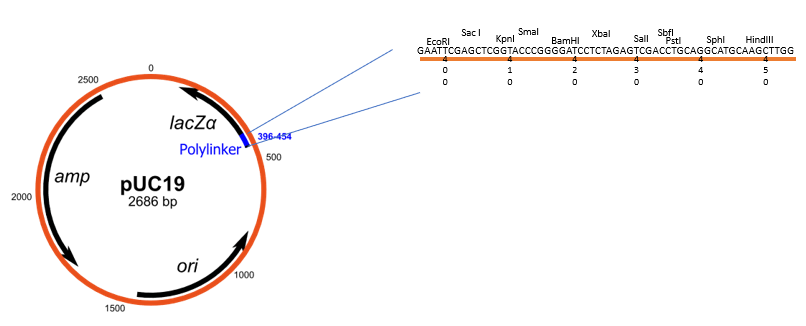
En pUC19-kloningsvektor som visar sekvensen med flera kloningsställen med restriktionsenzymställen.

En multiple cloning site (MCS) eller polylinker är ett kort segment av DNA som innehåller många (upp till ca 20) klippsekvenser för restriktionsenzym - en standardfunktion hos konstruerade plasmider. Restriktionsställen inom en MCS är typiskt unika och förekommer endast en gång i en given plasmid. Syftet med en MCS i en plasmid är att tillåta en bit av DNA att infogas i den regionen. Det används därför i processer som involverar molekylär kloning eller subkloning.
En MCS finns i en mängd olika vektorer, såsom kloningsvektorer, för att öka antalet kopior av mål-DNA, och i expressionsvektorer för att skapa en proteinprodukt. I expressionsvektorer är MCS beläget nedströms om promotorn.

## Skapande av en plats för flera kloningar
I vissa fall kanske en vektor inte innehåller en MCS. Snarare kan en MCS läggas till en vektor. Det första steget är att utforma komplementära oligonukleotidsekvenser som innehåller restriktionsenzymställen tillsammans med ytterligare baser på änden som är komplementära till vektorn efter digerering. Sedan kan oligonukleotidsekvenserna hybridiseras och ligeras in i den digererade och renade vektorn. Den digererade vektorn skärs med ett restriktionsenzym som kompletterar oligonukleotidinsättningens överhäng. Efter ligering, transformeras vektorn till bakterier och verifierar insättningen genom sekvensering. Denna metod kan också användas för att lägga till nya restriktionsställen till en multipel kloningsplats.

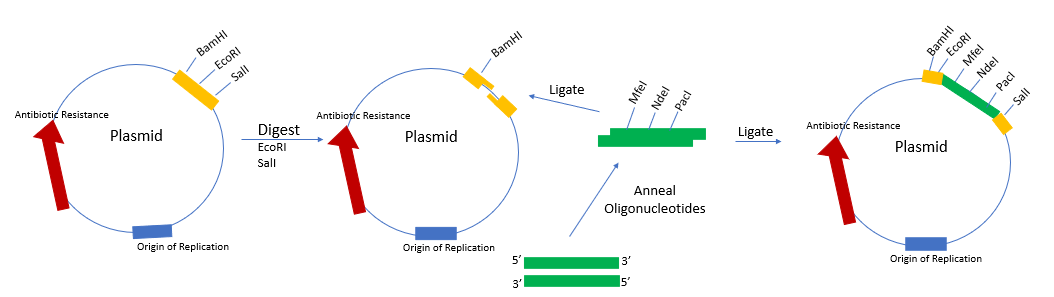
Diagram som visar processen att infoga ett multipelt kloningsställe i en plasmidvektor.

## Användning
Flera kloningsställen är en funktion som möjliggör införande av främmande DNA utan att störa resten av plasmiden, vilket gör den extremt användbar inom bioteknik och molekylär genetik. MCS kan hjälpa till att göra transgena organismer, mer känd som en genetiskt modifierad organism (GMO), med hjälp av genteknik. För att dra fördel av MCS i genteknik måste en gen av intresse läggas till vektorn under produktionen när MCS skärs upp. Efter att MCS har gjorts och ligerats kommer den att inkludera genen av intresse och kan förstärkas för att öka antalet genkopior i en bakterievärd. Efter att bakterien har replikerat kan genen av intresse extraheras ur bakterien. I vissa fall kan en expressionsvektor användas för att skapa en proteinprodukt. Efter att produkterna har isolerats har de en mängd olika användningsområden såsom produktion av insulin, framställning av vacciner, produktion av antibiotika och utförande av genterapier.

## Exempel
En bakterieplasmid som används inom genteknik som en plasmidkloningsvektor är pUC18. Dess polylinkerregion är sammansatt av flera restriktionsenzymigenkänningsställen, som har konstruerats till ett enda kluster (polylinkern). Den har restriktionsställen för olika restriktionsenzymer, som EcoRI, BamHI och PstI. En annan vektor som används inom genteknik är pUC19, som liknar pUC18, men dess polylinkerregion är omvänd. E.coli används också ofta som bakterievärd på grund av tillgängligheten, snabba tillväxthastigheten och mångsidigheten. Ett exempel på en plasmidkloningsvektor som modifierar det insatta proteinet är pFUSE-Fc-plasmiden.
För att genmanipulera insulin är det första steget att skära MCS i plasmiden som används. När MCS är skuren, kan genen för humant insulin läggas till vilket gör plasmiden genetiskt modifierad. Därefter placeras den genetiskt modifierade plasmiden i bakterievärden och får dela sig. För att göra det stora utbudet som efterfrågas sätts värdcellerna i en stor fermenteringstank som är en optimal miljö för värden. Processen avslutas genom att filtrera bort insulinet från värden. Rening kan sedan ske så att insulinet kan förpackas och distribueras till personer med diabetes.